# Kupang
Kupang (za nizozemské nadvlády Koepang) je město v západní části ostrova Timor, která patří Indonésii. Je správním střediskem provincie Východní Nusa Tenggara a se zhruba 450 000 obyvateli největším městem na Timoru.
Město je významným přístavem v chráněné zátoce Sawuského moře, hlavními zdroji příjmů jsou export kopry a santalového dřeva, rybolov, sběr mořské soli, cementárenský průmysl a tradiční řemesla, jako je barvení látek technikou ikat, pletení košíků a dřevořezba. V době konfliktu o Východní Timor zde byla významná vojenská základna. Kupang má vysokou školu Univerzita Nusa Cendana a Mezinárodní letiště El Tari, je sídlem římskokatolické arcidiecéze. Je také známé jako cílové město každoročního jachtařského závodu Sail Indonesia.

## Administrativní členění
Město Kupang se dělí na šest obvodů (kecamatan):
- Alak
- Kelapa Lima
- Kota Lama
- Kota Raja
- Maulafa
- Oebobo

## Partnerská města
- Darwin (Austrálie)